# الإسماعيلية في سوريا
الإسماعيلية في سوريا، وهم من الفرع النزاري أساسًا، يبلغ عددهم نحو 250.000 نسمة، أي حوالي 1% من السكان، ويستقر الإسماعيليون في مثلث ريف حمص - حماه - طرطوس، وتعتبر مصياف والسلمية والقدموس، أهم أماكن التجمع الإسماعيلي. قدم الإسماعيليون عددًا من الشخصيات الفاعلة على المستوى العام مثل الأدب محمد الماغوط.

## مواقع خارجية
- التاريخ السوري.
- سوريون. نت.